# 小特爾諾沃市鎮

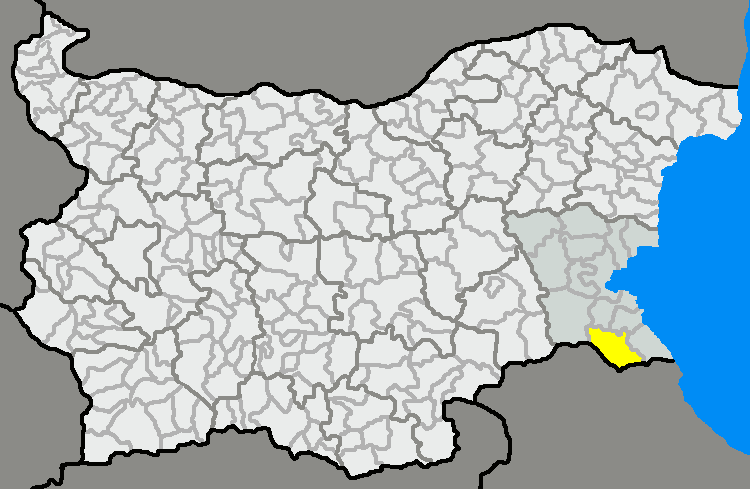

小特爾諾沃市，是保加利亞的城鎮，位於該國東南部，由布爾加斯州負責管轄，首府設於小特爾諾沃，面積783.67平方公里，2011年人口3,793，人口密度每平方公里4.8人。